# 와다 미쓰히로

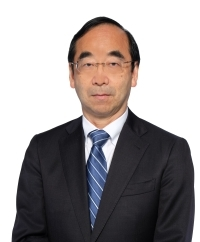

와다 미쓰히로(和田 充広 와다미츠히로[*], 1960년 ~ )는 일본의 외교관이다. 외무성 일본·태평양 제도 포럼 정상회의 준비사무국장, 주디트로이트 일본 총영사 등을 거쳐 주홍콩 일본 총영사까지 역임하였다.

## 약력
1983년 도쿄 대학 대학원 법학정치학 연구과·법학부를 졸업하자마자, 일본 외무성에 입성한 뒤 홍콩 중문 대학과 중국인민대학 등으로 유학하는 등 중국어 어학 연수를 받고, 차이나 스쿨에 속하고 있다. 2008년부터 2011년까지는 주중국 일본 대사관의 참사관, 공사(정무 담당) 등을 전담하였다. 외무성 대신관방 심의궁을 거쳐 2014년에는 주중국 일본 대사관 공사(차석)까지 역임하였다. 또한 2015년에는 외무성 제7회 태평양 서밋 준비 사무국장과 국제협력국 등을 겸임하였고, 이후에는 디트로이트 주재 총영사를 거친 뒤 2018년부터는 홍콩 주재 총영사 및 대사직을 수행하였다. 아울러 2019-2020년 홍콩 시위와 관련된 정보를 제공하는 임무를 수행하였다.